# Maestro Olof
Mastro Olof è un dramma in cinque atti del drammaturgo svedese August Strindberg.
Scritto nel 1872, questo dramma racconta la vicenda di Olaus Petri, nella sua battaglia protestante contro la Chiesa cattolica romana. Strindberg lo riscrisse molte volte.